# Contemporary Records
Contemporary Records — американський лейбл звукозапису, заснований 1951 року.
Засновником лейблу став Лестер «Лес» Кеніг. Він виріс в Нью-Йорку та з дитинства захоплювався джазом. 1937 року Кеніг переїхав до Голлівуду та став писати сценарії для фільмів кінокомпанії Paramount Pictures. Разом з тим, він не забував про своє захоплення музикою, на початку 1940-х років продюсувавши записи на лейблі Jazz Man Records. Під час Другої світової війни він писав сценарії для документальних фільмів, а після її закінчення повернувся до музичної індустрії.
1949 року Лестер Кеніг створив свій перший лейбл Good Time Jazz Records, на якому видавав записи джазових виконавців, а 1951 року — лейбл Contemporary, призначений для випуску сучасних (англ. contemporary) авторів класичної музики. Невдовзі йому запропонували видати альбом виконавців, що виступали у джазовому клубі Lighthouse, і цей запис вийшов саме на Contemporary. 1953 року, під час розпалу антикомуністичної «Червоної загрози», Кеніга звинуватили у симпатії до «лівих», заборонивши працювати в Голівуді, тому він зосередився на розвитку власного лейблу звукозапису.
Спочатку Кеніг використовував для запису студію Capitol Records, але приносив туди власні мікрофони. В середині 1950-х років він створив студію, щоб покращити якість звукозапису, інвестувавши багато грошей в сучасне обладнання. 1956 року на Contemporary Records вийшли перші джазові записи у форматі стерео. Окрім цього, релізи лейблу вирізнялися якісним графічним оформленням. Серед музикантів, чиї записи виходили на лейблі Кеніга — барабанщик Шеллі Менн, саксофоністи Арт Пеппер, Орнетт Коулман та Сонні Роллінз, піаніст Хемптон Хоуз.
Після смерті Лестера Кеніга 1977 року президентом Contemporary Records став його син Джон Кеніг. 1984 року лейбл придбала звукозаписувальна компанія Fantasy Records.